# Corgoň liga 2012/2013
Sezóna 2012/13 byla jubilejním 20. ročníkem nejvyšší slovenské fotbalové soutěže. Začala v druhé polovině července 2012. Účastnilo se jí 12 týmů, každý s každým hrál jednou na domácím hřišti a jednou na hřišti soupeře. Navíc se pak opakuje první část zápasů, takže je za sezonu odehráno vždy 33 kol. Mistrovský titul ze sezóny 2011/12 obhajovala MŠK Žilina, která reprezentovala slovenský fotbal ve 2. předkole Ligy mistrů, stejně jako vítěz ligy na konci nadcházející sezony. Druhý a třetí tým v tabulce si zajistil účast v předkolech Evropské ligy. Mezi elitu se probojoval tým TJ Spartak Myjava, pro něhož to je první účast v historii. Z tohoto ročníku sestoupí klub na 12. místě. Vítězem se stal Slovan Bratislava, pro něhož to byl již sedmý titul od rozdělení ČSFR. Sestoupil 1. FC Tatran Prešov, nováčkem příštího ročníku bude FC DAC 1904 Dunajská Streda.

## Lokalizace
- Žilinský kraj – MŠK Žilina, MFK Ružomberok
- Trnavský kraj – FC Spartak Trnava, FK Senica
- Bratislavský kraj – ŠK Slovan Bratislava
- Trenčínský kraj – FK AS Trenčín, TJ Spartak Myjava
- Nitranský kraj – FC Nitra, FC ViOn Zlaté Moravce
- Banskobystrický kraj – FK Dukla Banská Bystrica
- Prešovský kraj – 1. FC Tatran Prešov
- Košický kraj – MFK Košice

## Kluby
| Klub                     | Stadion                      | Kapacita | Trenér           | Kapitán         | Sponzor  | Poslední sezona    |
| ------------------------ | ---------------------------- | -------- | ---------------- | --------------- | -------- | ------------------ |
| MŠK Žilina               | Štadión pod Dubňom           | 11 181   | Štefan Tarkovič  | Miroslav Barčík | Nike     | 1. místo           |
| FC Spartak Trnava        | Štadión Antona Malatinského  | 18 448   | Vladimír Ekhardt | Miroslav Karhan | Givova   | 2. místo           |
| ŠK Slovan Bratislava     | Stadion Pasienky             | 12 000   | Samuel Slovák    | Igor Žofčák     | Adidas   | 3. místo           |
| FK Senica                | Štadión FK Senica            | 4 500    | Vladimír Koník   | Tomáš Kóňa      | Hummel   | 4. místo           |
| FK AS Trenčín            | Štadión na Sihoti            | 4 500    | Adrián Guľa      | Miloš Volešák   | Nike     | 5. místo           |
| MFK Ružomberok           | Štadión pod Čebraťom         | 4 817    | Ladislav Šimčo   | Tomáš Ďubek     | Umbro    | 6. místo           |
| FC ViOn Zlaté Moravce    | Štadión FC ViOn              | 4 000    | Juraj Jarábek    | Pavol Majerník  | Legea    | 7. místo           |
| FC Nitra                 | Štadión pod Zoborom          | 11 384   | Jozef Vukušič    | Petr Kaspřák    | Jako     | 8. místo           |
| FK Dukla Banská Bystrica | Štadión SNP                  | 10 000   | Norbert Hrnčár   | Martin Poljovka | Adidas   | 9. místo           |
| 1. FC Tatran Prešov      | Štadión Tatran               | 5 410    | Jozef Bubenko    | Peter Petráš    | Adidas   | 10. místo          |
| MFK Košice               | Štadión Lokomotívy v Čermeli | 9 000    | Ján Kozák        | Peter Šinglár   | Nike     | 11. místo          |
| TJ Spartak Myjava        | Štadión Spartaka Myjava      | 2 000    | Ladislav Hudec   | Martin Černáček | Uhlsport | 1. místo (2. liga) |

## Konečná tabulka
| Poř. | Tým                      | Z  | V  | R  | P  | VG | OG | B  |
| ---- | ------------------------ | -- | -- | -- | -- | -- | -- | -- |
| 1.   | ŠK Slovan Bratislava     | 33 | 16 | 11 | 6  | 56 | 33 | 59 |
| 2.   | FK Senica                | 33 | 16 | 7  | 10 | 40 | 34 | 55 |
| 3.   | FK AS Trenčín            | 33 | 14 | 11 | 8  | 52 | 34 | 52 |
| 4.   | TJ Spartak Myjava        | 33 | 14 | 11 | 8  | 43 | 37 | 48 |
| 5.   | MFK Košice               | 33 | 12 | 11 | 10 | 38 | 33 | 47 |
| 6.   | MFK Ružomberok           | 33 | 12 | 9  | 12 | 36 | 46 | 45 |
| 7.   | MŠK Žilina               | 33 | 12 | 11 | 9  | 37 | 28 | 42 |
| 8.   | FC ViOn Zlaté Moravce    | 33 | 11 | 8  | 14 | 42 | 43 | 41 |
| 9.   | FK Dukla Banská Bystrica | 33 | 9  | 11 | 13 | 28 | 32 | 38 |
| 10.  | FC Nitra                 | 33 | 11 | 6  | 16 | 39 | 54 | 36 |
| 11.  | FC Spartak Trnava        | 33 | 8  | 11 | 14 | 34 | 51 | 35 |
| 12.  | 1. FC Tatran Prešov      | 33 | 8  | 9  | 16 | 21 | 41 | 33 |

Poznámky:
- Z = Odehrané zápasy; V = Vítězství; R = Remízy; P = Prohry; VG = Vstřelené góly; OG = Obdržené góly; B = Body

|  | Liga mistrů 2013/14 – druhé předkolo Ligy mistrů          |
|  | Evropská liga UEFA 2013/14 – druhé předkolo Evropské ligy |
|  | Sestup do 2. ligy                                         |

## Nejlepší střelci
Nejlepším střelcem se stal argentinský útočník s čerstvě nabytým slovenským občanstvím David Depetris, který svou famózní formu přetavil v podzimní části sezóny do 16 vstřelených branek. Poté odešel na začátku jarní části sezóny do tureckého druholigového klubu Çaykur Rizespor, ale tento počet mu stačil k zisku koruny střelců Corgoň ligy.
Tabulka nejlepších střelců po skončení sezóny 
| Pořadí | Střelec                    | Klub                     | Góly |
| ------ | -------------------------- | ------------------------ | ---- |
| 1      | David Depetris             | Trenčín, Çaykur Rizespor | 16   |
| 2      | Andrej Hodek               | Zlaté Moravce            | 13   |
| 2      | Dávid Škutka               | Košice, Slavia Praha     | 13   |
| 2      | Tomáš Ďubek                | Ružomberok               | 13   |
| 5      | Róbert Pich                | Žilina                   | 11   |
| 6      | Cléber Nascimento da Silva | Nitra                    | 10   |
| 6      | Lester Peltier             | Slovan Bratislava        | 10   |
| 6      | Peter Sládek               | Myjava                   | 10   |
| 6      | Rolando Blackburn Ortega   | Senica                   | 10   |

## Vítěz
| Corgoň liga 2012/13 ŠK Slovan Bratislava (7. titul) |